# Dragi Šestić

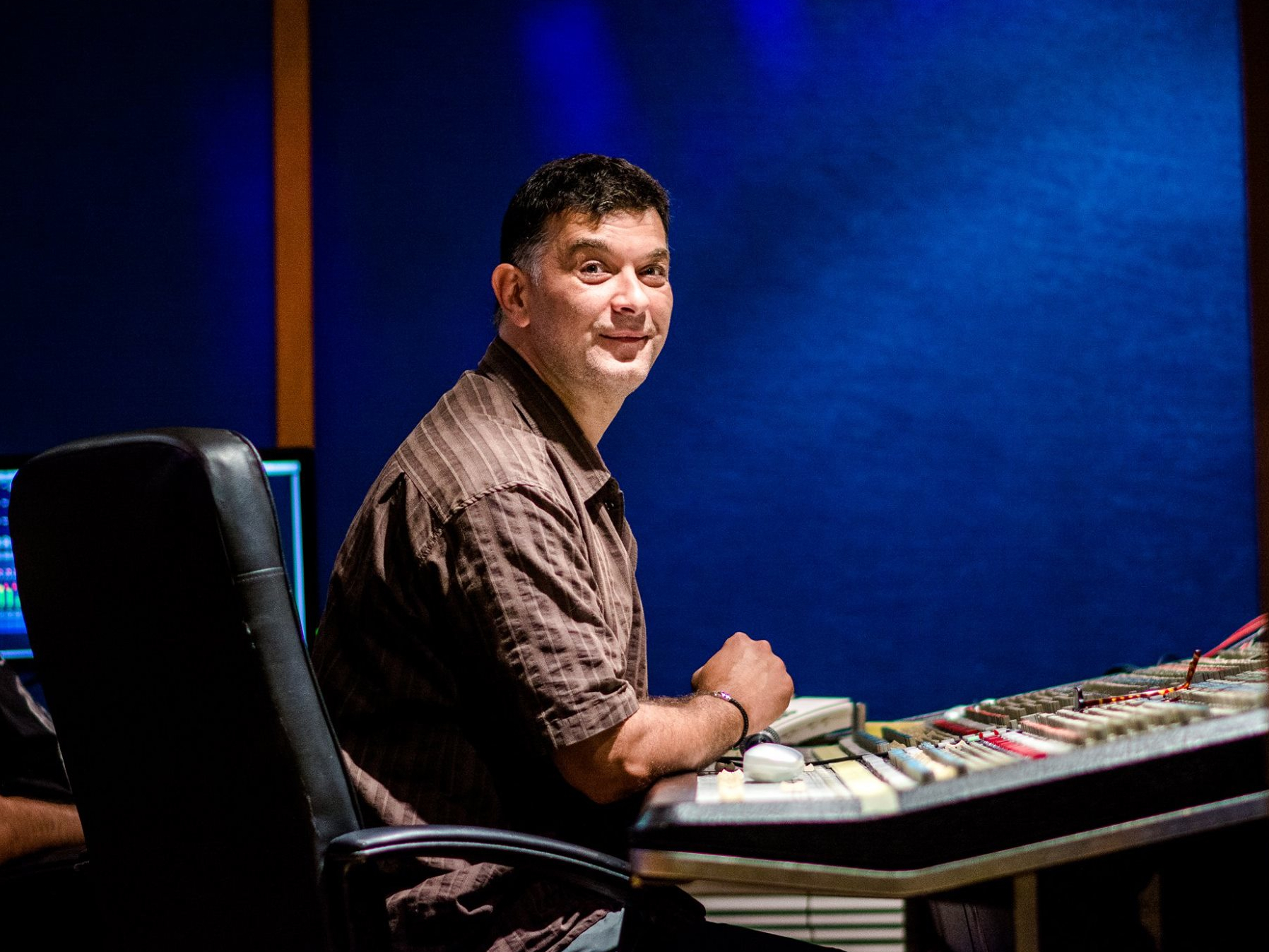
Dragi Šestić (2017)

Dragi Šestić (* 14. Mai 1966 in Mostar, Jugoslawien, heutiges Bosnien und Herzegowina) ist ein bosnischer Musikproduzent, Toningenieur, Regisseur von Musikvideoclips und Inhaber des 2002 gegründeten Plattenlabels Snail Records.

## Karriere
1998 gründete er die erste bosnische Weltmusikband namens Mostar Sevdah Reunion, mit der er zahlreiche Alben produzierte. Im Laufe seiner Karriere entdeckte er fast vergessene Legenden der Roma-Musik aus dem ehemaligen Jugoslawien, wie Šaban Bajramović und Ljiljana Buttler, wieder und führte sie zurück zur Bühne der internationalen Weltmusikszene.
Šestić arbeitete auch mit Farida Ali aus dem Irak, die einzig weibliche Meisterin des Maqam, an ihrem Album Ishraqaat. Er arbeitete zudem mit vielen Persönlichkeiten der Musikszene des ehemaligen Jugoslawiens zusammen wie Esma Redžepova, Boban Marković, Naat Veliov, Amira Medunjanin, Fulgerica und Ljubiša Stojanović „Louis“.
Heute lebt und arbeitet Dragi Šestić in den Niederlanden.

## Diskographie als Musikproduzent
- Mostar Sevdah Reunion: «Mostar Sevdah Reunion» (1999 – World Connection)
- Mostar Sevdah Reunion presents Šaban Bajramović: «A Gypsy Legend» (2001 World Connection)
- Ljiljana Buttler: «The Mother Of Gypsy Soul» (2002 Snail Records)
- Fulgerica and The Mahala Gipsies: «Gypsy Music From The City Of Bucharest» (2002 World Connection)
- Mostar Sevdah Reunion: «A Secret Gate» (2003 Snail Records)
- Amira: «Rosa» (2004 Snail Records)
- Branko Galoić: «Above The Roofs» (2005 Snail Records)
- Farida: «Ishraqaat» (2005 Snail Records)
- Mostar Sevdah Reunion and Ljiljana Buttler: «The Legends Of Life» (2005 Snail Records)
- Mostar Sevdah Reunion and Šaban Bajramović: «Šaban» (2006 Snail Records)
- Mostar Sevdah Reunion: «Cafe Sevdah» (2007 Snail Records)
- Ljiljana Buttler: «Frozen Roses» (2009 Snail Records)
- Sarr e Roma: «Sarayland» (2010 Snail Records)
- Louis: «The Last King Of The Balkans» (2011 Snail Records)
- Klezmofobia: «Kartushnik» (2012 Tiger Records)
- Mostar Sevdah Reunion: «Tales From A Forgotten City» (2013 Snail Records / World Connection)
- Mostar Sevdah Reunion: «Kings Of Sevdah» (2016 Snail Records)
- Klapa Reful Split: «Heart Of Dalmatia» (2017 Snail Records)
- Mostar Sevdah Reunion presents Sreta: «The Balkan Autumn» (2018 Snail Records)
- Marin Jerkunica: «Badija» (2019 Snail Records)
- Mostar Sevdah Reunion: «Lady Sings The Balkan Blues» (2022 Snail Records)
- Mostar Sevdah Reunion: «Live in Sarajevo» (2023 Snail Records)
- Mostar Sevdah Reunion: «Bosa Mara» (2024 Snail Records)
- Tondini plays Mostar Sevdah Reunion: «Disko 088» (2025 Snail Records)

## Auszeichnungen
- „Davorin“ Bosnian Music Awards: Sonderpreis 2002
- „Davorin“ Bosnian Music Awards: Das beste Ethno-Album des Jahres 2003 (für „The Mother of Gypsy Soul: Ljiljana Buttler“)
- „Davorin“ Bosnian Music Awards: Das beste Album des Jahres 2004

## Filme
- Mostar Sevdah Reunion von Pjer Žalica (2000)
- Sevdah the Bridge that Survived von Mira Erdevički (2005)
- Šaban von Miloš Stojanović (2007)
- Tales from a Forgotten City von Amir Grabus (2013)
- Balkan Blues: Stories from Mostar von Lucio de Candia (2016)